# Macierz Vandermonde’a
Macierz Vandermonde’a – macierz kwadratowa {\displaystyle n\times n} postaci:
{\displaystyle A=\left({\begin{matrix}1&x_{1}&x_{1}^{2}&\cdots &x_{1}^{n-1}\\1&x_{2}&x_{2}^{2}&\cdots &x_{2}^{n-1}\\\vdots &\vdots &\vdots &\ddots &\vdots \\1&x_{n}&x_{n}^{2}&\cdots &x_{n}^{n-1}\end{matrix}}\right).}
Wyznacznik tej macierzy nazywany jest wyznacznikiem Vandermonde’a i jest wielomianem postaci:
{\displaystyle \det A=\prod _{1\leqslant i<j\leqslant n}(x_{j}-x_{i}).}
Przykład:
Macierz
{\displaystyle A=\left({\begin{matrix}1&1&1&1\\1&2&4&8\\1&3&9&27\\1&4&16&64\end{matrix}}\right)}
jest macierzą Vandermonde’a. Jej wyznacznik jest równy
{\displaystyle \det A=(x_{2}-x_{1})\cdot (x_{3}-x_{1})\cdot (x_{4}-x_{1})\cdot (x_{3}-x_{2})\cdot (x_{4}-x_{2})\cdot (x_{4}-x_{3})=1\cdot 2\cdot 3\cdot 1\cdot 2\cdot 1=12}

## Jednoznaczność wielomianu interpolacyjnego
Macierz Vandermonde’a pozwala udowodnić następujące twierdzenie o jednoznaczności wielomianu interpolacyjnego:
Dla dowolnego zbioru różnych punktów: {\displaystyle \{(x_{0},y_{0}),(x_{1},y_{1}),\dots ,(x_{n-1},y_{n-1})\}} istnieje dokładnie jeden wielomian {\displaystyle W(x)} o stopniu mniejszym niż {\displaystyle n} i taki, że dla każdego {\displaystyle ky_{k}=W(x_{k}).}
Dowód:
Ponieważ punkty są różne, to wyznacznik macierzy Vandermonde’a stworzonej z punktów {\displaystyle (x_{0},x_{1},\dots ,x_{n-1})} jest różny od 0, więc macierz jest odwracalna. Niech {\displaystyle V} oznacza tę macierz. Rozwiązanie układu równań:
{\displaystyle (a_{0},a_{1},\dots ,a_{n-1})^{T}=V^{-1}(y_{0},y_{1},\dots ,y_{n-1})^{T}}
pozwala na wyliczenie współczynników wielomianu.
Stosując metodę eliminacji Gaussa można rozwiązać ten układ w czasie {\displaystyle O(n^{3}).} Zastosowanie postaci Lagrange’a wielomianu interpolacyjnego
{\displaystyle W(x)=\sum _{k=0}^{n-1}y_{k}{\frac {\prod _{i\neq k}(x-x_{i})}{\prod _{i\neq k}(x_{k}-x_{i})}}}
pozwala na wykonanie tego w czasie {\displaystyle O(n^{2}).}